# حلة الأجناب
حلة الأجناب كانت حيًّا ودوّارًا داخل أسوار مدينة الرياض المحصنة في السابق، تقع في الركن الشمالي الشرقي من بلدة الرياض المسورة، شرق [[قلعة المصمك]، عند مدخل بوابة الثميري. تشكّل أطلال هذا الحي اليوم جزءًا كبيرًا من سوق سويقة في حي الديرة (الرياض). وقد اشتُقّ اسمها من كلمة "الأجانب"، نظرًا لكون معظم سكانها من الوافدين الذين استضافهم الملك عبد العزيز آل سعود كمستشارين أو ضيوف، ومن بينهم جون فيلبي ومحمد أسد.
كان الحي قريبًا من حلة الظهيرة من الشرق، ومن الحلة القديمة من الجنوب. ومع إزالة أسوار المدينة وتوسع الرياض وتحديثها خلال سبعينيات القرن العشرين، تطوّر الحي ليصبح جزءًا من سوق السويقة، واتخذ شكله الحالي إلى حدّ كبير خلال مشروع تطوير حي قصر الحكم بين عامي 1983 و1992.
احتوى الحي على مرآب سيارات كان يعود للأمير سعود بن عبد العزيز، الذي أصبح لاحقًا ملكًا للمملكة العربية السعودية. كما ضمّ مقر إقامة الأميرة نورة بنت عبد الرحمن، الشقيقة الكبرى والمستشارة المقرّبة للملك عبد العزيز، وابنة الإمام عبد الرحمن بن فيصل آل سعود، آخر أئمة الدولة السعودية الثانية.